# Nina Åström
Nina Åström, z domu Lindkvist (ur. 1962 w Kokkoli) – fińska piosenkarka i autorka piosenek, reprezentantka Finlandii w 45. Konkursie Piosenki Eurowizji w 2000 roku.

## Dzieciństwo i edukacja
Nina Åström (z domu Lindkvist) urodziła się w szwedzkojęzycznym wybrzeżu Finlandii jako jedna z trójki rodzeństwa. W 1981 roku ukończyła naukę w szkole średniej w Kokkoli. W 1986 uzyskała tytuł magistra na Uniwersytecie w Turku na kierunku filologii angielskiej.

## Kariera muzyczna
Nina Åström zaczęła pisać piosenki jako nastolatka, wtedy też uczyła się śpiewać oraz grać na fortepianie. Pod koniec lat 80. zaczęła występować na koncertach, a w 1991 roku wydała swój debiutancki album studyjny zatytułowany Person 2 Person. W 1992 roku otrzymała zaproszenie do występu w Seminarium Chrześcijańskich Artystów w Holandii. Po występie na imprezie pojawiła się w holenderskiej telewizji, gdzie jej talent wokalny dostrzegł producent telewizyjny Gerrit aan’t Goor, który zaproponował jej współpracę jako jej menedżer oraz współtwórca tekstów jej piosenek.
W 1999 roku ukazała się druga płyta studyjna Åström zatytułowana A Friend, a w 2000 – album pt. A Little Bit of Love. Na płycie znalazł się m.in. utwór „A Little Bit”, z którym w lutym piosenkarka wygrała finał krajowych eliminacji eurowizyjnych, dzięki czemu została wybrana na reprezentantkę Finlandii w 45. Konkursie Piosenki Eurowizji organizowanym w Sztokholmie. 13 maja wystąpiła w finale widowiska i zajęła ostatecznie 18. miejsce z 18 punktami na koncie. W tym samym roku ukazała się jej czwarta płyta długogrająca zatytułowana Vierelle jäät.
W 2001 roku otrzymała propozycję wspólnych wyjazdów ewangelicznych do rosyjskich więzień z Ilkkiem Puhakkiem i Reijo „Klinu” Loikkanenem. Od tamtej pory zaczęła odwiedzać więzienia oraz zakłady odwykowe na terenie krajów byłego Związku Radzieckiego. Oprócz tego zaczęła pełnić funkcję ambasadora UNICEF, a także wydała pierwszą płytę świąteczną zatytułowaną Merry Christmas Jesus, na której umieściła swoje autorskie piosenki bożonarodzeniowe. W 2003 roku nagrała i wydała swój piąty album studyjny zatytułowany Real Life. W tym samym roku zakończyła współpracę z Gerritem aan’t Goorem.
W 2007 roku premierę miał szósty album studyjny piosenkarki zatytułowany Landscape of My Soul, którego została także producentką, zaś w 2011 ukazała się jej siódma płyta pt. The Way We Are, która była nagrywana w Londynie.
Wiosną 2012 roku nagrała ósmy krążek studyjny zatytułowany Avoin taivas, na którym znalazły się piosenki nagrane w języku fińskim. W czerwcu kolejnego roku album otrzymał certyfikat złotej płyty za sprzedaż w ponad 10 tys. egzemplarzy. W 2014 roku premierę miał kolejny, dziewiąty krążek piosenkarki pt. Minun aarteeni, zaś w listopadzie ukazała się jej druga świąteczna płyta zatytułowana Joulun kuningas.

## Życie prywatne
Nina Åström wyszła za mąż za Benniego Åströma, z którym ma dwie córki: Wilmę i Natalie.

## Dyskografia
Albumy studyjne
- Person 2 Person (1991)
- A Friend (1999)
- A Little Bit of Love (2000)
- Vierelle jäät (2000)
- Real Life (2003)
- Landscape of My Soul (2007)
- The Way We Are (2011)
- Avoin taivas (2012)
- Minun aarteeni (2014)
- Takaisin kotiin (2016)
- Rauhaa ja rohkeutta (2018)

Albumy świąteczne
- Merry Christmas Jesus (2001)
- Joulun kuningas (2014)